# Jeanerette
Jeanerette es una ciudad ubicada en la parroquia de Iberia en el estado estadounidense de Luisiana. En el Censo de 2010 tenía una población de 5530 habitantes y una densidad poblacional de 911,29 personas por km².

## Geografía
Jeanerette se encuentra ubicada en las coordenadas 29°54′55″N 91°40′35″O / 29.91528, -91.67639. Según la Oficina del Censo de los Estados Unidos, Jeanerette tiene una superficie total de 6.07 km², de la cual 5.93 km² corresponden a tierra firme y (2.3%) 0.14 km² es agua.

## Demografía
Según el censo de 2010, había 5530 personas residiendo en Jeanerette. La densidad de población era de 911,29 hab./km². De los 5530 habitantes, Jeanerette estaba compuesto por el 31.21% blancos, el 66.73% eran afroamericanos, el 0.16% eran amerindios, el 0.42% eran asiáticos, el 0% eran isleños del Pacífico, el 0.67% eran de otras razas y el 0.81% pertenecían a dos o más razas. Del total de la población el 2.33% eran hispanos o latinos de cualquier raza.